# (2699) Kalinin
(2699) Kalinin (1976 YX) – planetoida z pasa głównego asteroid okrążająca Słońce w ciągu 4,29 lat w średniej odległości 2,64 j.a. Odkryta 16 grudnia 1976 roku.